# Phan Quang Tuệ
Phan Quang Tuệ sinh năm 1943, một người tị nạn Cộng sản, là Thẩm phán Tòa Di Trú Liên Bang Hoa Kỳ ở San Francisco 17 năm cho đến khi về hưu vào năm 2012.

## Tiểu sử
Phan Quang Tuệ sinh ra trong một gia đình gia thế – thân phụ là cố Phó Thủ tướng Phan Quang Đán, ông nội là một trong những bác sĩ Việt Nam đầu tiên, Phan Huy Thịnh.

### Trước 75
Ông từng Sinh Viên Sĩ Quan trừ bị Thủ Đức của Việt Nam Cộng hòa, Khóa 2/68. Trước 1975, ông cũng là một luật sư. Ông cũng từng tham gia biểu tình chống chính sách đàn áp Phật giáo của chính quyền Ngô Đình Diệm tại Sài Gòn năm 1963.

### Sau 75
Sau khi thoát ra khỏi Việt Nam những ngày cuối cùng của cuộc chiến (1975), đến Hoa Kỳ, những ngày đầu ở đó ông Tuệ làm đủ mọi thứ nghề, kể cả nghề sửa giày, nghề rửa chén nhà hàng để sinh sống. Ông trở lại học luật vào năm 1981. Ông bắt đầu hành nghề luật tại tiểu bang Iowa từ năm 1986. Ông từng là Thẩm phán Hành Chánh tại Sở Lao Động Iowa từ 1986 đến 1987, Phụ Tá Bộ trưởng Tư Pháp Tiểu Bang từ 1987 đến 1988, trước khi dọn về định cư tại California. Từ năm 1988 đến 1993, ông là luật sư tại Sở Di Trú Hoa Kỳ. Ông từng phục vụ hai năm trong vai trò Thẩm phán Luật Hành Chánh tại Sacramento, California. Sau 17 năm làm việc tại Tòa án Di Trú San Francisco, thẩm Phán Phan Quang Tuệ về hưu ngày 31 tháng 12 năm 2012.

## Nhận xét
- Báo Người Việt: " Ông là người của tự do, vì ông vinh danh, và sẵn sàng bảo vệ, mọi giá trị tự do. Ở một phía khác, có vẻ mâu thuẫn, ông lại là người của nguyên tắc. Ít ra là nguyên tắc này: Không bao giờ bỏ cuộc!"[1]

## Quan điểm
- “Tôi có thể về hưu trong công việc, nhưng không bao giờ về hưu trong cuộc sống.” Thẩm phán Phan Quang Tuệ nói trong một cuộc trả lời phỏng vấn. “Ngày nào còn ở trên võ đài, ngày ấy chúng ta vẫn còn cơ hội.”[1]
- Về chiến tranh Việt Nam: “Hãy nhìn lại cuộc chiến Việt Nam. Số phận nước mình mà người ta quyết định ở đâu ấy; ở Geneve, ở Bắc Kinh, ở Paris…” “Nhưng làng xã mình bị cháy thì cháy ở Việt Nam. Đàn bà con gái mình bị hiếp thì bị hiếp ở Việt Nam. Con nít mình bị giết thì bị giết tại Việt Nam… còn người ta quyết định thì quyết định sau lưng mình và trên đầu mình.”[1]
- Về việc phải xử người Việt: “Tôi gặp khó khăn, những khó khăn nội tâm, khi phải xử những vụ liên quan đến người Việt Nam.” “Thâm tâm, tôi không muốn một người Việt nào phải ra trước tòa.” “Trong khi nhiều người ở nhiều nước khác chỉ muốn được như người Việt mình, tức là muốn được hợp thức hóa, muốn được cái thẻ xanh, được giấy phép đi làm, một số người Việt lại làm những hành động đưa đến việc bị trục xuất khỏi Hoa Kỳ.”[1]
- Về thể chế dân chủ:: “Không có chế độ nào khó xây dựng bằng chế độ dân chủ. Không phải cầm lá phiếu đi bầu là xong. Những định chế cần thiết lập. Tòa án cần thiết lập. Luật pháp cần thời gian thử thách. Án lệ cần thời gian thử thách. Mình cần một, hai thế hệ nữa.”[1]
- Về cuốn phim Chiến tranh Việt Nam (phim tài liệu): “Nhìn qua những bộ phim đã có, tôi thấy không có phim nào có thể trung thực hơn, và tôi không nghĩ là tương lai sẽ có một cuộn phim nào khác nữa vì cho tới khi phim này ra thì đã 42 năm sau cuộc chiến. Hai, ba thế hệ đã lớn lên, cuộn phim này ghi lại trung thực lịch sử, không phải của cuộc chiến mà qua cái lịch sử cuộc chiến đó, lịch sử Việt Nam, Nam cũng như Bắc. Tôi thấy điều cần làm là phải phổ biến rộng rãi phim này ở Việt Nam.” [2][3]